# База передового развёртывания
База передового развёртывания (также Передовая оперативная база, англ.  Forward operating base (FOB)) — любая защищённая передовая военная позиция, обычно военная база, которая используется для поддержки тактических операций.
База передового развёртывания может содержать аэродром, больницу, или другие объекты. База может быть использована в течение длительного периода времени. Базы передового развёртывания традиционно поддерживаются основными операционными базами, которые необходимы для обеспечения их резервной поддержкой. Базы передового развёртывания также улучшают время реакции и увеличивают время на исполнения задачи войсками оперирующими из них.

## Элементы базы передового развёртывания
В своей самой базовой форме, база передового развёртывания состоит из кольца колючей проволоки вокруг позиции, с укреплённым пунктом контроля въезда. Более усовершенствованные базы передового развёртывания включают в себя такие сооружения как земляные плотины, бетонные заборы, ворота, сторожевые башни, бункеры и другие объекты инфраструктуры защиты войск. Они часто строятся с бастионами HESCO для защиты от пуль, осколков снарядов и иных поражающих элементов типа шрапнели.